# Brooklyn Field Club
O Brooklyn Field Club foi um time de futebol com sede no Brooklyn, Nova York, que existiu de 1898 a 1924. É um dos poucos clubes fundados anteriormente à United States Soccer Federation, fundada em 1913. 
Entre 1909 e 1916, o clube disputou a National Association Football League (NAFBL), vencendo o título de 1913–14. A equipe foi a primeira a vencer a National Challenge Cup (atualmente U.S. Open Cup) na temporada de 1913–14, derrotando o Brooklyn Celtic nos final por 2 a 1.

## Títulos
- National Association Football League
  - Campeão (1): 1913–14
- National Challenge Cup
  - Campeão (1): 1913–14